# Escut de Granyena de les Garrigues
L'escut oficial de Granyena de les Garrigues té el següent blasonament:
Escut caironat: d'or, un magraner de sinople fruitat de gules. Per timbre, una corona de poble.

## Història
Va ser aprovat oficialment per la Direcció General d'Administració Local del Departament de Governació i Relacions Institucionals de la Generalitat de Catalunya el 21 de gener del 2011 i publicat al DOGC número 5.814 el 9 de febrer del mateix any. El Ple de l'Ajuntament l'havia aprovat prèviament el 20 d'octubre del 2010.
El magraner és un senyal parlant tradicional referent al topònim de la localitat, que era present de feia temps als segells de l'Ajuntament.